# Steve Walker
Steve Walker (* 12. Januar 1973 in Collingwood, Ontario) ist ein ehemaliger kanadischer Eishockeyspieler und derzeitiger -trainer, der im Verlauf seiner aktiven Karriere zwischen 1990 und 2011 unter anderem über 600 Spiele für die Eisbären Berlin aus der Deutschen Eishockey Liga (DEL) auf der Position des Stürmers bestritten hat. Mit den Eisbären gewann er insgesamt fünfmal die Deutsche Meisterschaft. Seit April 2023 ist er Cheftrainer der Schwenninger Wild Wings aus der DEL.

## Karriere

### Als Spieler
Im Sommer 1990 schloss sich Steve Walker den in der kanadischen Juniorenliga Ontario Hockey League spielenden Owen Sound Platers an. In seiner ersten Saison kam er auf 16 Einsätze und erzielte dabei ein Tor und fünf Assists. Im Sommer 1993 wechselte er zu den Wheeling Thunderbirds in der East Coast Hockey League (ECHL). Dort blieb er allerdings nur ein Jahr und absolvierte neun Spiele, in denen der Linksschütze ein Tor erzielte. Daraufhin schloss er sich zur Saison 1994/95 den Muskegon Fury aus der Colonial Hockey League an und schaffte dort den Durchbruch. Er gehörte zu den besten Scorern der Liga und konnte in den zwei Jahren, in denen er in Muskegon unter Vertrag stand, 168-mal punkten.
Anschließend schnürte er die Schlittschuhe für den Ligakonkurrenten Flint Generals, bei dem er seine gezeigten Leistungen wiederholte. Es folgte ein Angebot der Rochester Americans aus der American Hockey League, welches er auch annahm, das Team allerdings nach nur drei AHL-Spielen wieder verließ. Er verließ die Americans und ging nach Detroit, wo er fortan für die Detroit Vipers in der International Hockey League (IHL) aktiv war. Bei den Vipers fand Walker zu alter Leistungsstärke zurück und gewann mit dem Team in der Spielzeit 1996/97 den Turner Cup, die Meisterschaft der IHL. Der Kanadier blieb weitere drei Jahre bei den Vipers und gehörte in dieser Zeit zu den punktbesten Stürmern der Mannschaft.
Nachdem er wenig Chancen auf einen Wechsel in die National Hockey League oder die unterklassige American Hockey League besaß, forcierte er im Sommer 2000 einen Wechsel nach Europa. Schließlich transferierten ihn die Verantwortlichen der Eisbären Berlin in die Deutsche Eishockey Liga. Mit den Berlinern, die damals am Rande des finanziellen Kollaps standen und sich sportlich im unteren Tabellendrittel platzierten, schaffte er in den nächsten Jahren den Aufstieg zu einer ernst zu nehmenden Größe im deutschen Eishockey. Während er mit den Eisbären in seiner Premierensaison noch die Playoffs verpasste, erreichte er mit ihnen bereits in der Spielzeit 2001/02 das Viertelfinale, welches jedoch gegen den späteren Vizemeister Adler Mannheim verloren ging. Nach einer Halbfinalteilnahme im Jahr 2003 und einer Finalniederlage 2004, gewann er mit dem Hauptstadt-Klub in den Playoffs 2005 die erste deutsche Meisterschaft seiner Karriere. Walker hatte mit seinen sechs Toren in den insgesamt zwölf Playoff-Partien großen Anteil an diesem Erfolg.

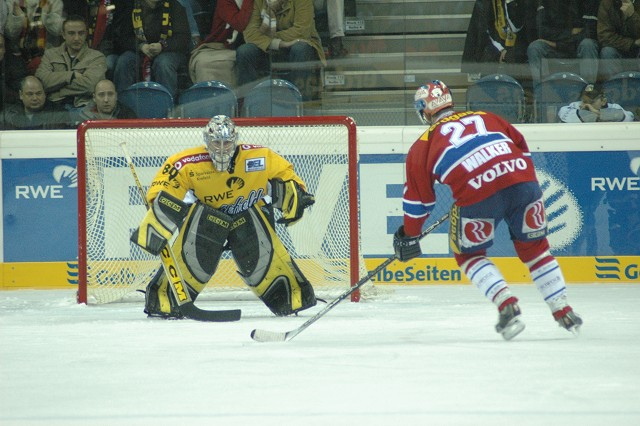
Walker im Trikot der Eisbären Berlin (2004)

Am 6. Februar 2005 nominierten ihn die Fans und Journalisten als Auszeichnung seiner guten Leistungen für das DEL All-Star Game, das in der Hamburger Color Line Arena stattfand. Walker erzielte zwei Tore. Es folgten zwei weitere Nominierungen in den Jahren 2008 und 2009. Als Favorit in der folgenden Saison konnte er mit den Eisbären den Titel verteidigen. Im Finale wurden die DEG Metro Stars, wie bereits im Vorjahr die Adler Mannheim, gesweept. Der Linksschütze war mittlerweile einer der wichtigsten ausländischen Stürmer seines Vereins und Publikumsliebling. In der Sommerpause 2006 wurde er zudem von seinem damaligen Trainer Pierre Pagé zum Mannschaftskapitän ernannt. Die Saison 2006/07 war mit dem Verpassen der Endrunde weniger erfolgreich für die Eisbären. Die beste Spielzeit in seiner Karriere war die anschließende Saison 2007/08. Nach einem zweiten Platz nach der Hauptrunde und der damit verbundene direkten Qualifikation für die Playoffs, verpasste er nur knapp mit 85 Punkten den Gewinn der Scorer-Statistik der regulären Saison. Lediglich der Deutsch-Tscheche Robert Hock erzielte zwei Punkte mehr als der Berliner Kapitän. Am Ende der Playoffs zog er mit seinem Klub zum dritten Mal innerhalb von vier Jahren in das Endspiel um die deutsche Meisterschaft ein. Dort gewannen die Eisbären mit drei Siegen und einer Niederlage die bis dahin dritte gesamtdeutsche Meisterschaft der Vereinsgeschichte. Außerdem erhielt er die Auszeichnung des Most Valuable Players, welche den wertvollsten Spieler der Playoffs ehrt. Hinzu kam der Sieg im Finale um den Deutschen Eishockeypokal.

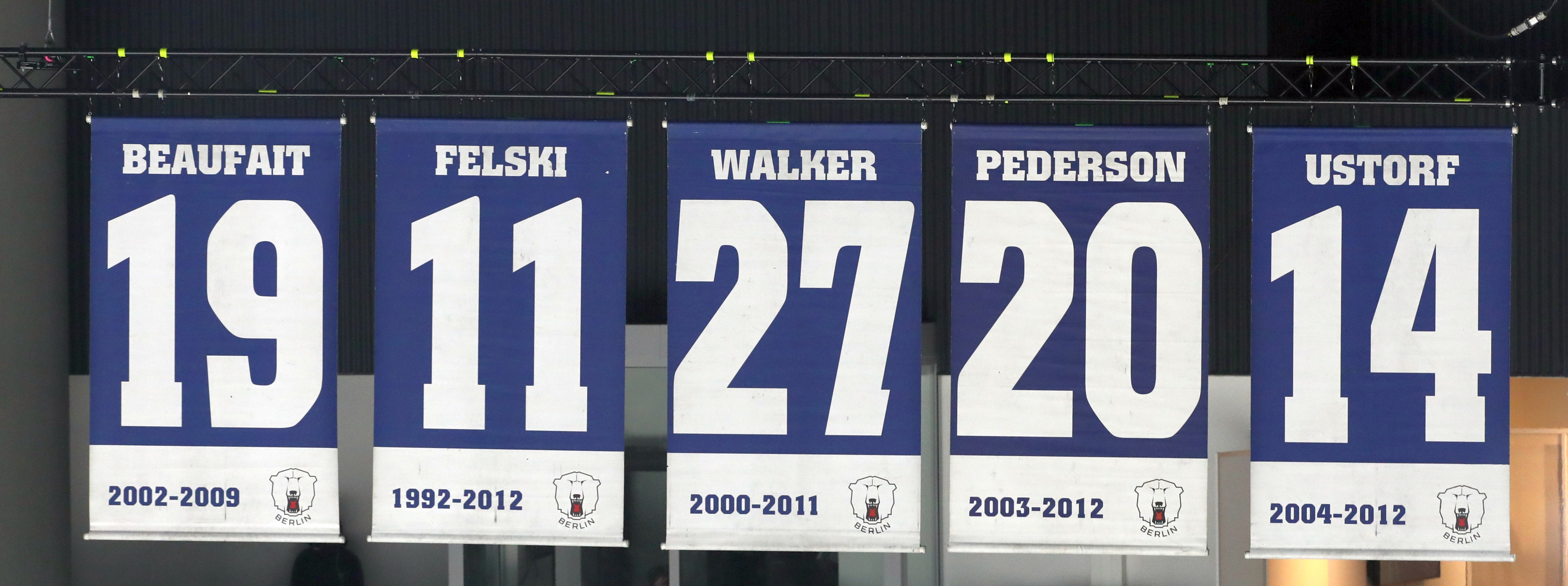
Walkers Trikot unter dem Hallendach der Berliner Mercedes-Benz Arena

Im Jahr 2009 verteidigte er den deutschen Meistertitel zum zweiten Mal nach 2005 und 2006. Walker war in dieser Saison des Weiteren mit den Eisbären in der neu gegründeten Champions Hockey League aktiv und gewann mit seinem Team drei der vier Spiele. Dennoch schieden die Eisbären hinter dem russischen Klub HK Metallurg Magnitogorsk in der Gruppenphase des finanziell lukrativen Wettbewerbs aus. Der mittlerweile 35-jährige Kanadier erzielte in diesen vier Partien nur einen Assist. Nach der Saison 2009/10 entschied er sich, seine Karriere vorerst zu beenden. Als Grund nannte er die lange Trennung von seiner Familie, die in Kanada lebt, und seine erhöhte Verletzungsanfälligkeit. Eine Rückkehr zu den Eisbären während der laufenden Saison ließ sich Walker aber offen. Steve Walker spielte ab 20. November 2010 wieder für die Eisbären Berlin. Er unterzeichnete beim EHC Eisbären Berlin einen Vertrag bis zum Saisonende im Sommer 2011. Walker konnte nur bedingt an seine starken Leistungen der Vergangenheit anknüpfen, obwohl er in seinen 25 Hauptrundeneinsätzen auf fast einen Scorerpunkt pro Spiel kam.
Walker ist der Spieler mit den meisten Scorerpunkten (593), den meisten Assists (379) und den drittmeisten Toren (214) der Eisbären Berlin in deren DEL-Geschichte (Stand August 2019).

### Als Trainer
Von 2012 bis 2015 trainierte Walker Junioren in Kanada. Im Sommer 2015 wurde er Assistenztrainer bei den Adler Mannheim. Er verließ Mannheim nach zweijähriger Amtszeit und wurde im Mai 2017 als neuer Cheftrainer des EC KAC aus der EBEL vorgestellt. Im Juni 2018 einigte sich Walker mit dem KAC auf eine Vertragsauflösung.
Von Mai 2019 an war Walker Assistenztrainer beim EHC Red Bull München unter Cheftrainer Don Jackson, für den er schon bei den Eisbären gespielt hatte. Er verließ den Verein auf eigenen Wunsch zum Ende der Saison 2022/23, ehe er als neuer Cheftrainer der Schwenninger Wild Wings vorgestellt wurde. Am Ende der Spielzeit 2023/24 wurde der Kanadier als DEL-Trainer des Jahres ausgezeichnet.

## Erfolge und Auszeichnungen
| - 1997 Turner-Cup-Gewinn mit den Detroit Vipers - 2005 Teilnahme am DEL All-Star Game - 2005 Deutscher Meister mit den Eisbären Berlin - 2006 Deutscher Meister mit den Eisbären Berlin - 2008 Deutscher Meister mit den Eisbären Berlin - 2008 Deutscher Pokalsieger mit den Eisbären Berlin - 2008 Wertvollster Spieler der DEL-Playoffs | - 2008 Teilnahme am DEL All-Star Game (verletzungsbedingte Absage) - 2009 Teilnahme am DEL All-Star Game - 2009 Beste Plus/Minus-Statistik der DEL-Hauptrunde - 2009 Deutscher Meister mit den Eisbären Berlin - 2011 Deutscher Meister mit den Eisbären Berlin - 2024 DEL-Trainer des Jahres |

## Karrierestatistik
(Legende zur Spielerstatistik: Sp oder GP = absolvierte Spiele; T oder G = erzielte Tore; V oder A = erzielte Assists; Pkt oder Pts = erzielte Scorerpunkte; SM oder PIM = erhaltene Strafminuten; +/− = Plus/Minus-Bilanz; PP = erzielte Überzahltore; SH = erzielte Unterzahltore; GW = erzielte Siegtore; 1 Play-downs/Relegation; Kursiv: Statistik nicht vollständig)